# Kompaktkamera

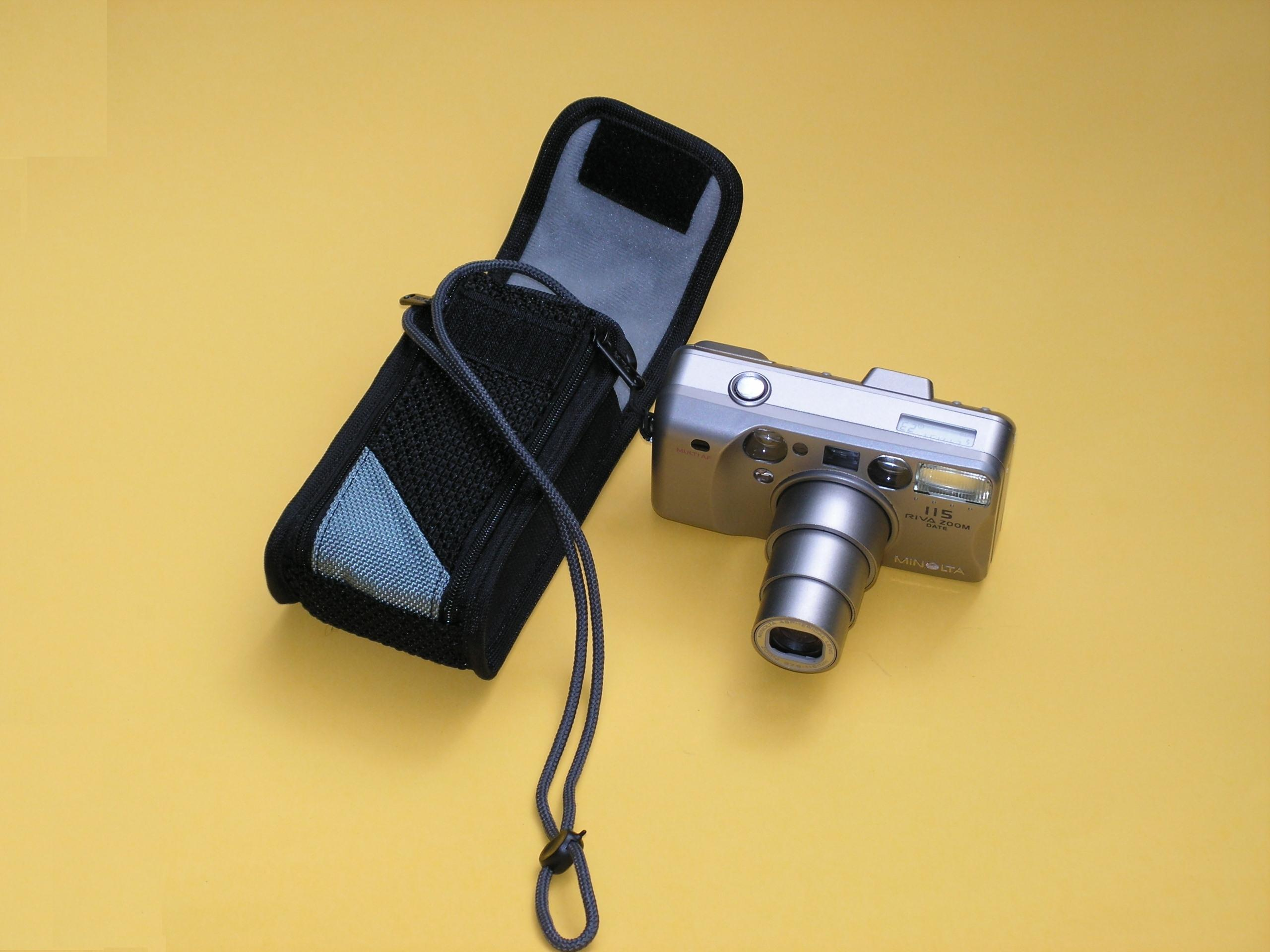
En kompaktkamera och ett tillhörande fodral

Kompaktkamera är en typ av digitalkamera som till storleken är mindre än till exempel en systemkamera. Trots den ringa storleken kan en kompaktkamera ofta hålla en hög teknisk och kvalitetsmässig nivå. Däremot använder en kompaktkamera oftast inte utbytbara objektiv och kan därför inte alltid anpassas lika flexibelt till olika behov som till exempel en systemkamera.
Frånvaron av ett spegelhus tillåter idag konstruktion av kameror med fullformatsbildsensorer där kameran är obetydligt större än en konventionell kompaktkamera. Skillnaden är inte längre så mycket storleken av själva kamerahuset utan snarare de alternativ som erbjuds med kameran. 
Små, kompakta, spegellösa kameror med fullformatsbildsensorer marknadsförs idag med fast monterade objektiv såväl som för systemkameraändamål med utbytbara objektiv.    